# When the Cook Fell Ill
When the Cook Fell Ill est un film muet américain réalisé par Colin Campbell et sorti en 1914.

## Fiche technique
- Réalisation : Colin Campbell
- Scénario : Bertha Muzzy Sinclair, d'après son histoire
- Date de sortie : États-Unis : 31 juillet 1914

## Distribution
- Frank Clark : Patsy
- Wheeler Oakman : Weary
- Tom Mix : Chip
- Frank Feehan : le docteur
- Richard Crawford
- Old Blue, le cheval de Tom Mix